# Motor en H

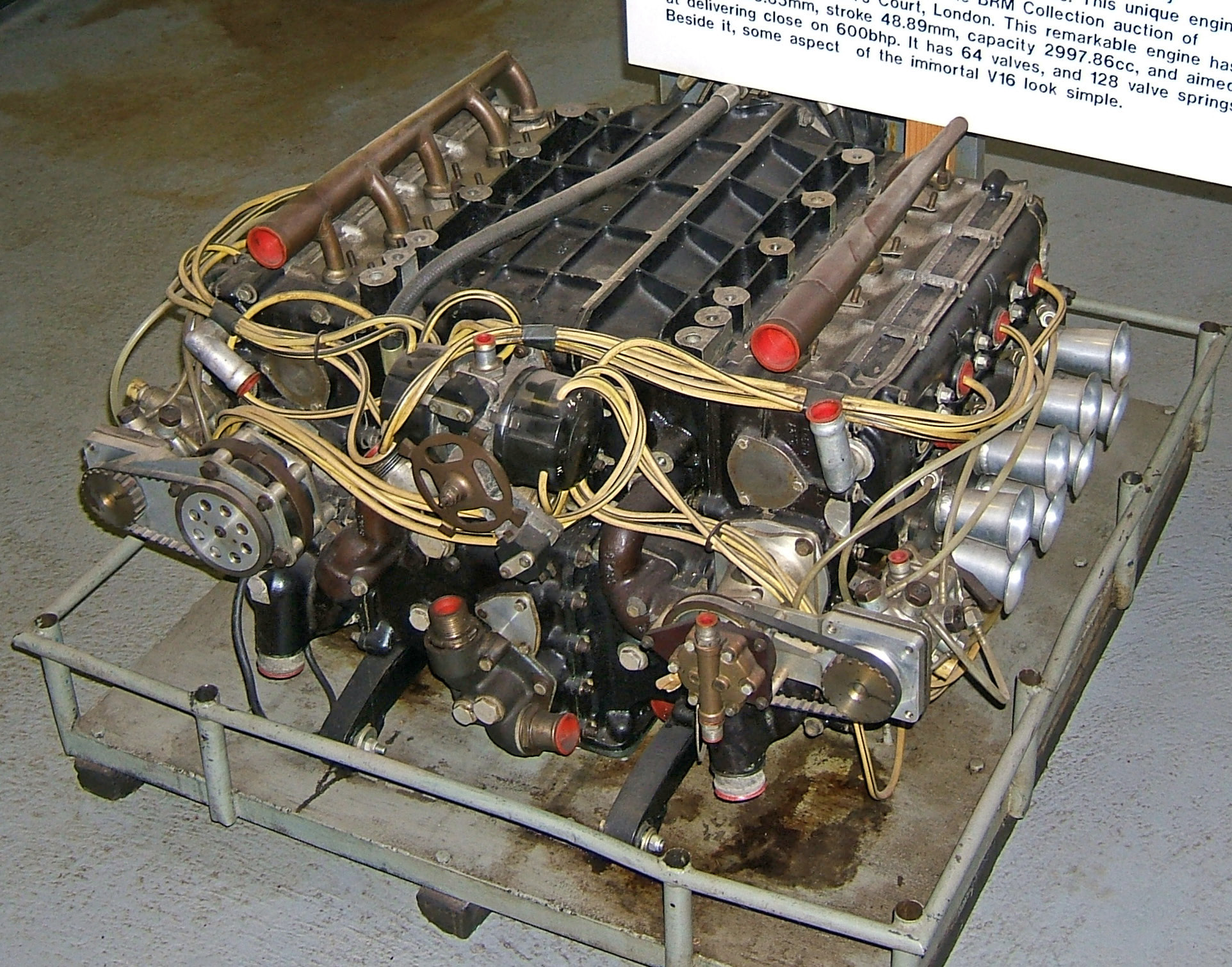
El motor de Fórmula 1 BRM H16 en su encarnación final de 64 válvulas.

Un motor en H es una configuración del motor en la cual los cilindros están alineados de tal forma que al verlos de frente, semejan una letra H, horizontal o vertical.
Un motor en H puede ser visto como dos motores boxer, uno sobre o junto al otro. Cada uno de los "dos motores" tiene su propio cigüeñal, los cuales se acoplan a un eje de transmisión común a ambos. Esto da como resultado una peor relación potencia/peso que las configuraciones más simples con un solo cigüeñal. Una de las ventajas obvias de la configuración en H es permitir motores razonablemente más cortos con más de 12 cilindros, y su tamaño compacto es ventajoso para uso aeronáutico debido a que permite una mejor aerodinámica. Por otro lado, para uso en automóviles y en especial para autos de competición, tiene la obvia desventaja del centro de gravedad más alto, no solo porque un cigüeñal está sobre el otro, sino también porque el motor entero queda rodeado por los múltiples escapes, lo cual coloca el centro de gravedad más arriba. El motor en U tiene un concepto similar, solo que usa motores en línea. 
Otra ventaja es el excelente equilibrio mecánico, en especial con cuatro cilindros.

## Motores H notables

### Aeronáuticos
- Napier & Son, Reino Unido.

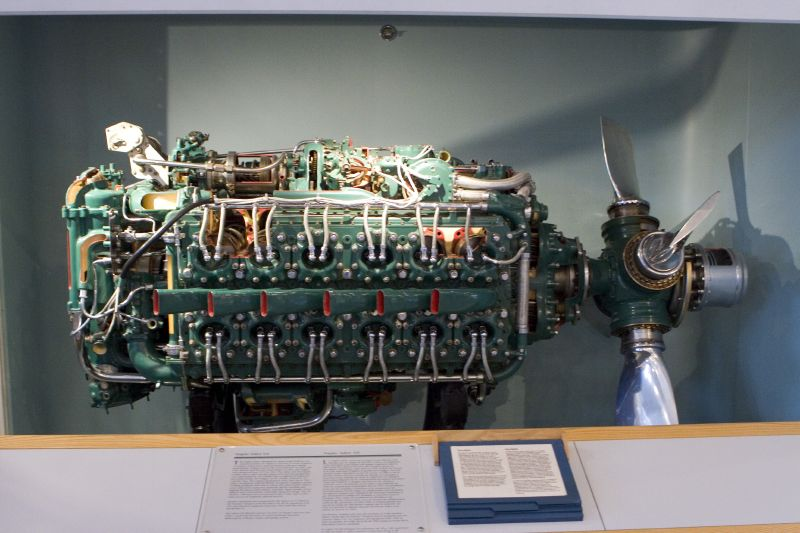
Motor Napier Sabre H-24. Los dos bancos de 6 cilindros de estribor pueden verse en esta toma

  - Sabre H-24, 36,7 litros 3.500 hp, 1940 - en 1944 en el Hawker Typhoon, el motor con configuración en línea más potente.
  - Dagger H-24, 16,85 litros 890 hp, 1934 - enfriado por aire.
  - Rapier H-16, 8,83 litros 340 hp, 1929 - enfriado por aire.
- Lycoming H 2470 hiper motor.
- Rolls-Royce Eagle H-24, 46,2 litros, 3.200 hp - Primer arranque en 1944.
- Fairey Aviation Fairey H-16 "Prince", 1.500 hp.

### Otros motores

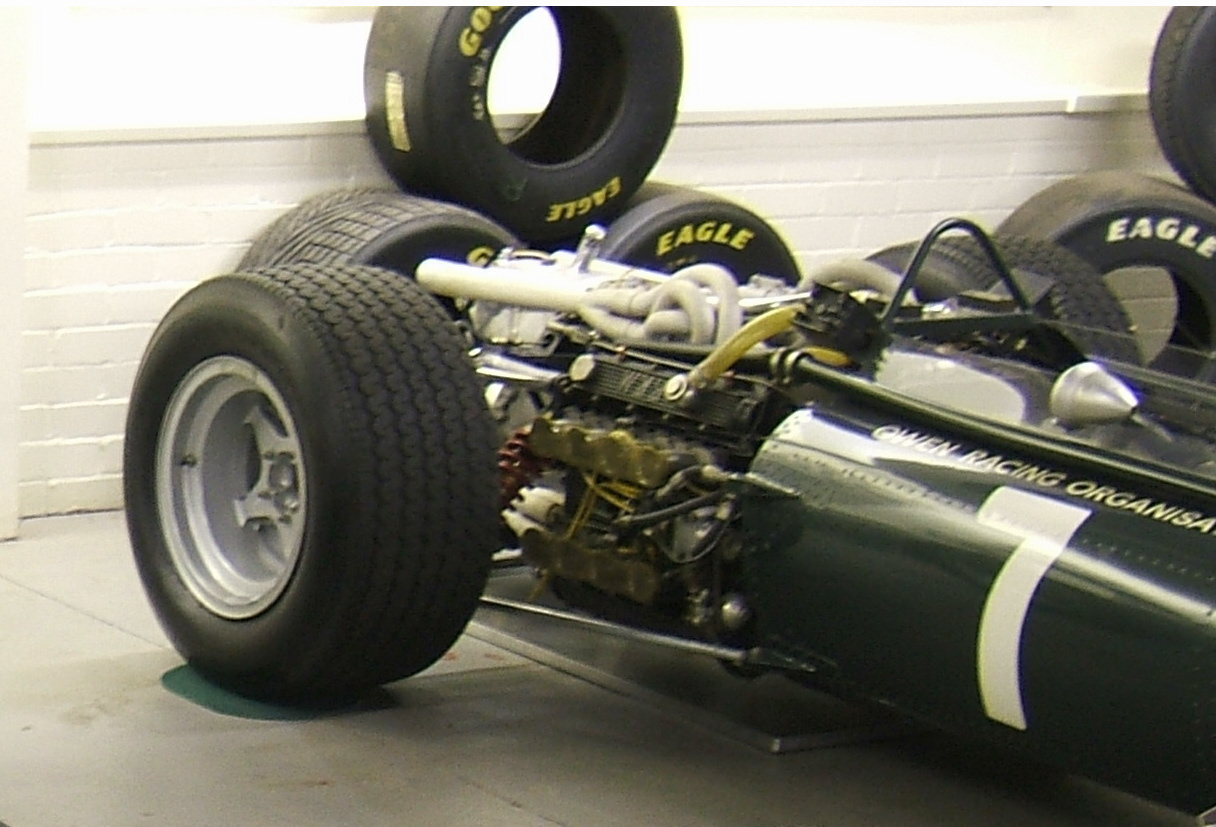
Un motor BRM H16, montado en la parte trasera de un BRM P83 de Fórmula 1.

- El motor de Fórmula 1 British Racing Motors (BRM) H-16 ganó el Gran Premio de los Estados Unidos de 1966 con Jim Clark al volante de un Lotus 43. Como motor de carreras, tenía un centro de gravedad alto, además de ser pesado y complejo. Tenía dos árboles de levas guiados por engranajes para cada una de las cuatro culatas de cilindros, dos cigüeñales acoplados con engranajes e inyección mecánica de combustible.
- La motocicleta Brough Superior Golden Dream, mostrada por primera vez en 1938. Un diseño H-4 de 1000 cc, con pocas unidades producidas a principios de 1939. Los desarrollos se interrumpieron debido a la Segunda Guerra Mundial y los años subsecuentes de austeridad.
- Wooler construyó un prototipo de motocicleta con una configuración similar a la Brough Superior Golden Dream , exhibida en el British International Motor Show en el Earls Court en 1948 y nuevamente en 1951. En el prototipo de 1953 se reemplazó el motor por un bóxer de 4 cilindros.

## Otros usos del término H
Subaru produce motores bóxer enfriados por agua de 4 y 6 cilindros que son comercializados como H-4 y H-6 (H de "Horizontal"), a pesar del hecho que esta configuración no tiene nada que ver con un auténtico motor en H.